# サンタ・マルゲリータ・ディ・ベーリチェ
サンタ・マルゲリータ・ディ・ベーリチェ（イタリア語: Santa Margherita di Belice）は、イタリア共和国シチリア自治州アグリジェント県にある、人口約6,300人の基礎自治体（コムーネ）。

## 地理

### 位置・広がり

#### 隣接コムーネ
隣接するコムーネは以下の通り。括弧内のPAはパレルモ県、TPはトラーパニ県所属を示す。
- コンテッサ・エンテッリーナ (PA)
- メンフィ
- モンテヴァーゴ
- サラパルータ (TP)
- サンブーカ・ディ・シチーリア